# Fréttatíminn
Fréttatíminn è stato un giornale islandese fondato nel 2010, la prima edizione è stata pubblicata il 1º ottobre di quell'anno. Il giornale usciva ogni venerdì e aveva una tiratura di circa 82 000 copie. Circa 70 000 copie sono state distribuite nell'area della capitale Reykjavík. Fréttatíminn era gratuito. È fallito nel 2017 e la sua ultima edizione è stata pubblicata il 7 aprile di quell'anno.